# Orthetrum nitidinerve
Orthetrum nitidinerve – gatunek ważki z rodziny ważkowatych (Libellulidae).